# Sicista armenica
Espèce
Statut de conservation UICN

 CR  : 
En danger critique
Sicista armenica est une espèce de petit rongeur de la famille des Dipodidae. L'espèce a été décrite en 1988 par deux zoologistes russes : Vladimir Evgenevich Sokolov et le Dr. Marina I. Baskevich. Cette espèce en danger est présente localement en Arménie. 

## Habitat
L'espèce n'est présente que dans quelques endroits situés au sud ouest de l'Arménie.
C'est un animal terrestre qui se cache dans les prairies d'herbes hautes, en altitude, à la lisière des forêts montagnardes. Hors des zones protégées, cet habitat décroît à cause du fauchage effectué dans le but de conquérir des terres agricoles.

## Statut
L'espèce est classée comme étant en danger critique par l'UICN depuis 1996 et ses populations déclinent encore.